# CONCACAF Gold Cup 2023
Der CONCACAF Gold Cup 2023 war die 27. Ausspielung der Kontinentalmeisterschaft im Fußball für Nord-, Mittelamerika und die Karibik und die 17. unter der Bezeichnung Gold Cup. Er fand vom 24. Juni bis zum 16. Juli 2023 in den Vereinigten Staaten und Kanada statt. Wie seit 2019 üblich nahmen 16 Mannschaften an der Endrunde teil. Es wurde zunächst in einer Gruppenphase in vier Gruppen zu je vier Mannschaften und danach im K.-o.-System gespielt.
Sieger wurde zum zwölften Mal die mexikanische Mannschaft, die im Finale Panama mit 1:0 besiegte. Titelverteidiger waren die USA, die im Halbfinale gegen Panama ausschieden.

## Spielorte
Die Spielorte wurden von der CONCACAF im April 2023 bekanntgegeben. Die insgesamt 15 Stadien befanden sich in 14 Städten. Mit dem BMO Field in Toronto wurde auch ein kanadischer Spielort ausgewählt, der damit nach 2015 zum zweiten Mal Mitgastgeber war. Sowohl in Texas als auch in Kalifornien befanden sich jeweils drei Stadien. Als Finalstadion wurde schon im Oktober 2022 das SoFi Stadium in Inglewood bestimmt.
Im Citypark Stadium in St. Louis, im Inter Miami Stadium in Fort Lauderdale, im Snapdragon Stadium in San Diego, im SoFi Stadium in Inglewood sowie im TQL Stadium in Cincinnati fanden erstmals Gold-Cup-Spiele statt, während das Soldier Field in Chicago und das NRG Stadium in Houston beide zum insgesamt siebten Mal Gastgeber waren.
Sechs der 15 Stadien verfügten über eine Kapazität zwischen 20.000 und 35.000 und sieben weitere zwischen 40.000 und 71.000 Zuschauer. Das größte Stadion war das AT&T Stadium in Arlington mit einer Kapazität von 80.000 Zuschauern, das kleinste Stadion, das Inter Miami Stadium in Fort Lauderdale, bot Platz für 18.000 Zuschauer.
| Arlington                            | Charlotte                                 | Chicago                          | Cincinnati                             | Fort Lauderdale                       |
| ------------------------------------ | ----------------------------------------- | -------------------------------- | -------------------------------------- | ------------------------------------- |
| AT&T Stadium Kapazität: 80.000       | Bank of America Stadium Kapazität: 40.000 | Soldier Field Kapazität: 61.500  | TQL Stadium Kapazität: 26.000          | Inter Miami Stadium Kapazität: 18.000 |
| AT&T Stadium                         | Bank of America Stadium                   | Soldier Field                    | TQL Stadium                            | Inter Miami Stadium                   |
| Glendale                             | Harrison                                  | Houston                          | Houston                                | Inglewood                             |
| State Farm Stadium Kapazität: 63.400 | Red Bull Arena Kapazität: 25.000          | NRG Stadium Kapazität: 71.500    | Shell Energy Stadium Kapazität: 22.039 | SoFi Stadium Kapazität: 70.240        |
| State Farm Stadium                   | Red Bull Arena                            | NRG Stadium                      | Shell Energy Stadium                   | SoFi Stadium                          |
| Paradise                             | San Diego                                 | Santa Clara                      | St. Louis                              | Toronto                               |
| Allegiant Stadium Kapazität: 61.000  | Snapdragon Stadium Kapazität: 32.000      | Levi’s Stadium Kapazität: 68.500 | Citypark Stadium Kapazität: 22.500     | BMO Field Kapazität: 30.991           |
| Allegiant Stadium                    | Snapdragon Stadium                        | Levi’s Stadium                   | Citypark Stadium                       | BMO Field                             |

## Teilnehmer

### Qualifikation
Wie seit dem Turnier 2019 wurden keine regionalen Qualifikationswettbewerbe mehr ausgetragen. Als Qualifikation diente die Gruppenphase der CONCACAF Nations League 2022/23. So qualifizierten sich die zwei Besten aus jeder der vier Gruppen der Liga A und die jeweiligen Gruppensieger aus Liga B direkt für das Turnier. Die restlichen drei Teilnehmer wurden durch zwei Play-off-Runden ermittelt, an denen die Gruppensieger aus Liga C, die Gruppenzweiten aus Liga B und die Gruppenletzten aus Liga A teilnahmen. Die Spiele fanden in der Woche vor dem Beginn der Endrunde an einem zentralen Ort in den Vereinigten Staaten statt. Aufgrund der Disqualifikation Nicaraguas erreichte Trinidad und Tobago kampflos die Endrunde, während ihren Platz in der Qualifikation wiederum Antigua und Barbuda als bester Gruppendritter in Liga B einnahm.
Die Auslosung fand zusammen mit der Gruppenauslosung am 14. April 2023 statt. Die besten sechs Mannschaften im CONCACAF Ranking Index vom März 2023 waren gesetzt, während die anderen sechs ihnen zugelost wurden. Die Spielpaarungen der zweiten Runde waren vor der Auslosung festgelegt worden. Der Sieger aus Spiel 1 spielte gegen den Sieger aus Spiel 6, der Sieger aus Spiel 2 gegen den aus Spiel 5 und der Sieger aus Spiel 3 gegen den aus Spiel 4.

#### Erste Runde
Die Spiele fanden am 16. und 17. Juni 2023 statt.
|                     | Ergebnis              |                     |
| ------------------- | --------------------- | ------------------- |
| Antigua und Barbuda | 0:5 (0:2)             | Guadeloupe          |
| Martinique          | 3:1 (1:1)             | St. Lucia           |
| Curaçao             | 1:1 (1:0) (2:3 i. E.) | St. Kitts und Nevis |
| Französisch-Guayana | 4:1 (2:1)             | Sint Maarten        |
| Suriname            | 0:0 (3:4 i. E.)       | Puerto Rico         |
| Guyana              | 1:1 (1:0) (5:3 i. E.) | Grenada             |

#### Zweite Runde
Die Spiele fanden am 20. Juni 2023 statt.
|                     | Ergebnis              |                     |
| ------------------- | --------------------- | ------------------- |
| Guadeloupe          | 2:0 (1:0)             | Guyana              |
| Martinique          | 2:0 (0:0)             | Puerto Rico         |
| St. Kitts und Nevis | 1:1 (1:0) (4:2 i. E.) | Französisch-Guayana |

### Auslosung
Die Gruppenauslosung fand am 14. April 2023 in Inglewood im US-Bundesstaat Kalifornien statt. Die Mannschaften wurden entsprechend ihrer Position im CONCACAF Ranking Index von März 2023 auf vier Lostöpfe verteilt. Als Gruppenköpfe gesetzt waren die USA in Gruppe A, Mexiko in Gruppe B, Costa Rica in Gruppe C und Kanada in Gruppe D. Als Gast nahm wie schon 2021 die Mannschaft aus Katar teil, die sich bei der Auslosung im letzten Topf befand.
Knapp zwei Wochen vor dem Turnierstart gab die CONCACAF bekannt, dass Nicaragua aufgrund des Einsatzes eines nicht spielberechtigten Spielers disqualifiziert wurde. Als Ersatz rückte Trinidad und Tobago direkt in die Endrunde.
| Topf 1: - Mexiko (1) - USA (2) - Costa Rica (3) - Kanada (4) Topf 2: - Panama (5) - Haiti (6) - Jamaika (7) - Guatemala (8) | Topf 3: - Honduras (9) - El Salvador (10) - Kuba (13) - Nicaragua (17) Topf 4: - Guadeloupe (Quali-Sieger) - Martinique (Quali-Sieger) - St. Kitts und Nevis (Quali-Sieger) - Katar (Gast) |

| Gruppe A                    | Gruppe B         | Gruppe C            | Gruppe D           |
| --------------------------- | ---------------- | ------------------- | ------------------ |
| USA (Kader)                 | Mexiko (Kader)   | Costa Rica (Kader)  | Kanada (Kader)     |
| Jamaika (Kader)             | Haiti (Kader)    | Panama (Kader)      | Guatemala (Kader)  |
| Trinidad und Tobago (Kader) | Honduras (Kader) | El Salvador (Kader) | Kuba (Kader)       |
| St. Kitts und Nevis (Kader) | Katar (Kader)    | Martinique (Kader)  | Guadeloupe (Kader) |

## Gruppenphase

### Gruppe A
| Pl. | Land                | Sp. | S | U | N | Tore    | Diff. | Punkte |
| --- | ------------------- | --- | - | - | - | ------- | ----- | ------ |
| 1.  | USA                 | 3   | 2 | 1 | 0 | 013:100 | +12   | 07     |
| 2.  | Jamaika             | 3   | 2 | 1 | 0 | 010:200 | +8    | 07     |
| 3.  | Trinidad und Tobago | 3   | 1 | 0 | 2 | 004:100 | −6    | 03     |
| 4.  | St. Kitts und Nevis | 3   | 0 | 0 | 3 | 000:140 | −14   | 0      |

| 24. Juni 2023, 20:30 Uhr (25. Juni, 3:30 MESZ) in Chicago   |   |                     |           |
| USA                                                         | – | Jamaika             | 1:1 (0:1) |
| 25. Juni 2023, 15:30 Uhr (21:30 MESZ) in Fort Lauderdale    |   |                     |           |
| Trinidad und Tobago                                         | – | St. Kitts und Nevis | 3:0 (1:0) |
| 28. Juni 2023, 18:30 Uhr (29. Juni, 1:30 MESZ) in St. Louis |   |                     |           |
| Jamaika                                                     | – | Trinidad und Tobago | 4:1 (3:0) |
| 28. Juni 2023, 20:30 Uhr (29. Juni, 3:30 MESZ) in St. Louis |   |                     |           |
| St. Kitts und Nevis                                         | – | USA                 | 0:6 (0:4) |
| 2. Juli 2023, 16:00 Uhr (3. Juli, 1:00 MESZ) in Santa Clara |   |                     |           |
| Jamaika                                                     | – | St. Kitts und Nevis | 5:0 (2:0) |
| 2. Juli 2023, 19:00 Uhr (3. Juli, 1:00 MESZ) in Charlotte   |   |                     |           |
| USA                                                         | – | Trinidad und Tobago | 6:0 (3:0) |

### Gruppe B
| Pl. | Land     | Sp. | S | U | N | Tore    | Diff. | Punkte |
| --- | -------- | --- | - | - | - | ------- | ----- | ------ |
| 1.  | Mexiko   | 3   | 2 | 0 | 1 | 007:200 | +5    | 06     |
| 2.  | Katar    | 3   | 1 | 1 | 1 | 003:300 | ±0    | 04     |
| 3.  | Honduras | 3   | 1 | 1 | 1 | 003:600 | −3    | 04     |
| 4.  | Haiti    | 3   | 1 | 0 | 2 | 004:600 | −2    | 03     |

| 25. Juni 2023, 17:00 Uhr (26. Juni, 0:00 MESZ) in Houston (NRG) |   |          |           |
| Haiti                                                           | – | Katar    | 2:1 (1:1) |
| 25. Juni 2023, 19:00 Uhr (26. Juni, 2:00 MESZ) in Houston (NRG) |   |          |           |
| Mexiko                                                          | – | Honduras | 4:0 (2:0) |
| 29. Juni 2023, 16:45 Uhr (30. Juni, 1:45 MESZ) in Glendale      |   |          |           |
| Katar                                                           | – | Honduras | 1:1 (1:0) |
| 29. Juni 2023, 19:00 Uhr (30. Juni, 4:00 MESZ) in Glendale      |   |          |           |
| Haiti                                                           | – | Mexiko   | 1:3 (0:0) |
| 2. Juli 2023, 18:00 Uhr (3. Juli, 3:00 MESZ) in Santa Clara     |   |          |           |
| Mexiko                                                          | – | Katar    | 0:1 (0:1) |
| 2. Juli 2023, 21:00 Uhr (3. Juli, 3:00 MESZ) in Charlotte       |   |          |           |
| Honduras                                                        | – | Haiti    | 2:1 (1:1) |

### Gruppe C
| Pl. | Land        | Sp. | S | U | N | Tore    | Diff. | Punkte |
| --- | ----------- | --- | - | - | - | ------- | ----- | ------ |
| 1.  | Panama      | 3   | 2 | 1 | 0 | 006:400 | +2    | 07     |
| 2.  | Costa Rica  | 3   | 1 | 1 | 1 | 007:600 | +1    | 04     |
| 3.  | Martinique  | 3   | 1 | 0 | 2 | 007:900 | −2    | 03     |
| 4.  | El Salvador | 3   | 0 | 2 | 1 | 003:400 | −1    | 02     |

| 26. Juni 2023, 18:30 Uhr (27. Juni, 0:30 MESZ) in Fort Lauderdale |   |             |           |
| El Salvador                                                       | – | Martinique  | 1:2 (0:2) |
| 26. Juni 2023, 20:30 Uhr (27. Juni, 2:30 MESZ) in Fort Lauderdale |   |             |           |
| Costa Rica                                                        | – | Panama      | 1:2 (0:1) |
| 30. Juni 2023, 18:30 Uhr (1. Juli, 0:30 MESZ) in Harrison         |   |             |           |
| Martinique                                                        | – | Panama      | 1:2 (0:0) |
| 30. Juni 2023, 20:30 Uhr (1. Juli, 2:30 MESZ) in Harrison         |   |             |           |
| El Salvador                                                       | – | Costa Rica  | 0:0       |
| 4. Juli 2023, 19:30 Uhr (5. Juli, 2:30 MESZ) in Houston (Energy)  |   |             |           |
| Panama                                                            | – | El Salvador | 2:2 (1:1) |
| 4. Juli 2023, 20:30 Uhr (5. Juli, 2:30 MESZ) in Harrison          |   |             |           |
| Costa Rica                                                        | – | Martinique  | 6:4 (2:1) |

### Gruppe D
| Pl. | Land       | Sp. | S | U | N | Tore    | Diff. | Punkte |
| --- | ---------- | --- | - | - | - | ------- | ----- | ------ |
| 1.  | Guatemala  | 3   | 2 | 1 | 0 | 004:200 | +2    | 07     |
| 2.  | Kanada     | 3   | 1 | 2 | 0 | 006:400 | +2    | 05     |
| 3.  | Guadeloupe | 3   | 1 | 1 | 1 | 008:600 | +2    | 04     |
| 4.  | Kuba       | 3   | 0 | 0 | 3 | 003:900 | −6    | 0      |

| 27. Juni 2023, 19:00 Uhr (28. Juni, 1:00 MESZ) in Toronto         |   |            |           |
| Kanada                                                            | – | Guadeloupe | 2:2 (0:1) |
| 27. Juni 2023, 20:45 Uhr (28. Juni, 2:45 MESZ) in Fort Lauderdale |   |            |           |
| Guatemala                                                         | – | Kuba       | 1:0 (0:0) |
| 1. Juli 2023, 18:30 Uhr (2. Juli, 1:30 MESZ) in Houston (Energy)  |   |            |           |
| Kuba                                                              | – | Guadeloupe | 1:4 (0:3) |
| 1. Juli 2023, 20:30 Uhr (2. Juli, 3:30 MESZ) in Houston (Energy)  |   |            |           |
| Guatemala                                                         | – | Kanada     | 0:0       |
| 4. Juli 2023, 17:30 Uhr (5. Juli, 0:30 MESZ) in Houston (Energy)  |   |            |           |
| Kanada                                                            | – | Kuba       | 4:2 (2:1) |
| 4. Juli 2023, 18:30 Uhr (5. Juli, 0:30 MESZ) in Harrison          |   |            |           |
| Guadeloupe                                                        | – | Guatemala  | 2:3 (1:1) |

## Finalrunde

### Spielplan
|  | Viertelfinale | Viertelfinale |         |       | Halbfinale | Halbfinale |  |  | Finale | Finale |
|  |               |               |         |       |            |            |  |  |        |        |
|  | Guatemala     | 0             |         |       |            |            |  |  |        |        |
|  | Jamaika       | 1             |         |       |            |            |  |  |        |        |
|  | Jamaika       | 1             | Jamaika | 0     |            |            |  |  |        |        |
|  |               |               | Jamaika | 0     |            |            |  |  |        |        |
|  |               | Mexiko        | 3       |       |            |            |  |  |        |        |
|  | Mexiko        | Mexiko        | 3       | 2     |            |            |  |  |        |        |
|  | Mexiko        |               |         | 2     |            |            |  |  |        |        |
|  | Costa Rica    | 0             |         |       |            |            |  |  |        |        |
|  |               |               | Mexiko  | 1     |            |            |  |  |        |        |
|  |               | Panama        | 0       |       |            |            |  |  |        |        |
|  | USA           | E2 (3)E       |         |       |            |            |  |  |        |        |
|  | Kanada        | 2 (2)         |         |       |            |            |  |  |        |        |
|  | Kanada        | 2 (2)         | USA     | 1 (4) |            |            |  |  |        |        |
|  |               |               | USA     | 1 (4) |            |            |  |  |        |        |
|  |               | Panama        | E1 (5)E |       |            |            |  |  |        |        |
|  | Panama        | Panama        | E1 (5)E | 4     |            |            |  |  |        |        |
|  | Panama        |               |         | 4     |            |            |  |  |        |        |
|  | Katar         | 0             |         |       |            |            |  |  |        |        |

E Sieg im Elfmeterschießen

### Viertelfinale
| 8. Juli 2023, 18:00 Uhr (9. Juli, 1:00 MESZ) in Arlington   |   |            |                                 |
| Panama                                                      | – | Katar      | 4:0 (1:0)                       |
| 8. Juli 2023, 20:30 Uhr (9. Juli, 3:30 MESZ) in Arlington   |   |            |                                 |
| Mexiko                                                      | – | Costa Rica | 2:0 (0:0)                       |
| 9. Juli 2023, 17:00 Uhr (23:00 MESZ) in Cincinnati          |   |            |                                 |
| Guatemala                                                   | – | Jamaika    | 0:1 (0:0)                       |
| 9. Juli 2023, 19:30 Uhr (10. Juli, 1:30 MESZ) in Cincinnati |   |            |                                 |
| USA                                                         | – | Kanada     | 2:2 n. V. (1:1, 0:0), 3:2 i. E. |

### Halbfinale
| 12. Juli 2023, 16:30 Uhr (13. Juli, 1:30 MESZ) in San Diego |   |        |                            |
| USA                                                         | – | Panama | 1:1 n. V. (0:0), 4:5 i. E. |
| 12. Juli 2023, 19:00 Uhr (13. Juli, 4:00 MESZ) in Paradise  |   |        |                            |
| Jamaika                                                     | – | Mexiko | 0:3 (0:2)                  |

### Finale
| Mexiko                                                                             | Mexiko | Panama | Panama |
| ---------------------------------------------------------------------------------- | --- | --- | ------ |
| Mexiko                                                                             | \| Finale \| \| 16. Juli 2023 um 16:30 Uhr (17. Juli um 1:30 Uhr MESZ) in Inglewood (SoFi Stadium) \| \| Zuschauer: 72.963 \| \| Schiedsrichter: Said Martínez ( Honduras) \| \| Spielbericht \|                                                                                    | \| Finale \| \| 16. Juli 2023 um 16:30 Uhr (17. Juli um 1:30 Uhr MESZ) in Inglewood (SoFi Stadium) \| \| Zuschauer: 72.963 \| \| Schiedsrichter: Said Martínez ( Honduras) \| \| Spielbericht \| | Panama |
| Mexiko                                                                             | Guillermo Ochoa – Jorge Sánchez, César Montes, Johan Vásquez, Jesús Gallardo – Luis Romo, Edson Álvarez, Luis Chávez (75. Érick Sánchez) – Uriel Antuna (75. Roberto Alvarado), Henry Martín (85. Santiago Giménez), Orbelín Pineda (90.+2' Israel Reyes) Cheftrainer: Jaime Lozano | Orlando Mosquera – Fidel Escobar, Hárold Cummings (90.+1' Azarías Londoño), Andrés Andrade – Edgar Bárcenas, Adalberto Carrasquilla, Aníbal Godoy , Éric Davis (62. Iván Anderson), José Fajardo, Ismael Díaz – Alberto Quintero (61. Cecilio Waterman) Cheftrainer: Thomas Christiansen ( Dänemark) | Panama |
| Mexiko                                                                             | 1:0 Giménez (88.) | | Panama |
| Mexiko                                                                             | Vásquez (11.), Montes (45.+3'), Gallardo (54.), Álvarez (60.) | Cummings (21.), Christiansen (26.), Carrasquilla (55.), Godoy (64.), Mosquera (90.+6') | Panama |
| Mexiko                                                                             | Spieler des Spiels: Santiago Giménez (Mexiko) | | Panama |
| Finale                                                                             | | |        |
| 16. Juli 2023 um 16:30 Uhr (17. Juli um 1:30 Uhr MESZ) in Inglewood (SoFi Stadium) | | |        |
| Zuschauer: 72.963                                                                  | | |        |
| Schiedsrichter: Said Martínez ( Honduras)                                          | | |        |
| Spielbericht                                                                       | | |        |

## Beste Torschützen
Nachfolgend sind die besten Torschützen des Turnieres aufgeführt. Bei gleicher Anzahl an Toren sind die Spieler zunächst nach der Anzahl der Vorlagen und anschließend nach den Spielminuten sortiert.
| Rang | Spieler             | Tore | Vorlagen | Spielminuten |
| ---- | ------------------- | ---- | -------- | ------------ |
| 01   | Jesús Ferreira      | 7    | 0        | 476          |
| 02   | Ismael Díaz         | 4    | 1        | 447          |
| 03   | Brandon Vázquez     | 3    | 0        | 183          |
| 04   | Patrick Burner      | 3    | 0        | 191          |
| 05   | Djordje Mihailovic  | 2    | 2        | 377          |
| 06   | Demarai Gray        | 2    | 2        | 442          |
| 07   | Henry Martín        | 2    | 1        | 359          |
| 08   | José Fajardo        | 2    | 1        | 415          |
| 09   | Orbelín Pineda      | 2    | 1        | 473          |
| 10   | Ange-Freddy Plumain | 2    | 0        | 159          |
| 10   | Rubio Rubin         | 2    | 0        | 180          |
| 11   | Santiago Giménez    | 2    | 0        | 201          |
| 11   | Matthias Phaeton    | 2    | 0        | 244          |
| 12   | Frantzdy Pierrot    | 2    | 0        | 266          |
| 14   | Luis Chávez         | 2    | 0        | 476          |
| 15   | Luis Romo           | 2    | 0        | 531          |
| 16   | Edgar Bárcenas      | 2    | 0        | 538          |

Zu diesen besten Torschützen mit mindestens zwei Toren kommen 56 weitere mit je einem Tor sowie 6 Eigentore.

## Schiedsrichter
Am 7. Juni 2023 veröffentlichte die CONCACAF eine Liste mit 13 Schiedsrichtern und 26 Schiedsrichter-Assistenten für das Turnier. Drei Schiedsrichter stammen aus Mexiko und jeweils zwei aus Guatemala, Jamaika und den USA. Für den Videobeweis wurden 15 Videoassistenten nominiert. Zudem wurde Bryan López eingesetzt.
Hauptschiedsrichter
- Juan Gabriel Calderón
- Iván Barton
- Mario Escobar
- Walter López
- Said Martínez
- Oshane Nation
- Daneon Parchment
- Drew Fischer
- Adonai Escobedo
- Fernando Hernández
- Marco Ortíz
- César Arturo Ramos
- Rubiel Vazquez
- Armando Villarreal

Schiedsrichter-Assistenten
- Juan Mora
- Raymundo Feliz
- David Morán
- Juan Zumba
- Humberto Panjoj
- Luis Ventura
- Walter López
- Christian Ramírez
- Ojay Duhaney
- Jassett Kerr-Wilson
- Micheal Barwegen
- Marco Bisguerra
- Enrique Bustos
- Karen Díaz
- Christian Espinosa
- Alberto Morin
- Jorge Sánchez
- Henri Pupiro
- Keytzel Corrales
- Zachari Zeegelaar
- Caleb Wales
- Kyle Atkins
- Logan Brown
- Kathryn Nesbitt
- Corey Parker
- Cory Richardson

Videoassistenten
- Ricardo Montero
- Benjamín Pineda
- Ismael Cornejo
- Melissa Borjas
- Selvin Brown
- Shirley Perelló
- Jorge Pérez
- Erick Miranda
- Guillermo Pacheco
- Luis Enrique Santander
- Tatiana Guzmán
- Allen Chapman
- Tim Ford
- Edvin Jurisevic
- Chris Penso

Unterstützungsschiedsrichter
- Keylor Herrera
- Randy Encarnación
- Reon Radix
- Bryan López
- Fernando Guerrero
- Joe Dickerson